# ایستگاه راه‌آهن ونیزیا سانتا لوچیا
ایستگاه راه‌آهن ونیزیا سانتا لوچیا (ایتالیایی: Stazione di Venezia Santa Lucia) ایستگاه راه‌آهن مرکزی شهر ونیز، ایتالیا است.
این ایستگاه که در سال ۱۸۶۱ تأسیس شده به راه‌آهن سراسری ایتالیا و راه‌آهن کشورهای فرانسه، اتریش و آلمان متصل است.

## نگارخانه

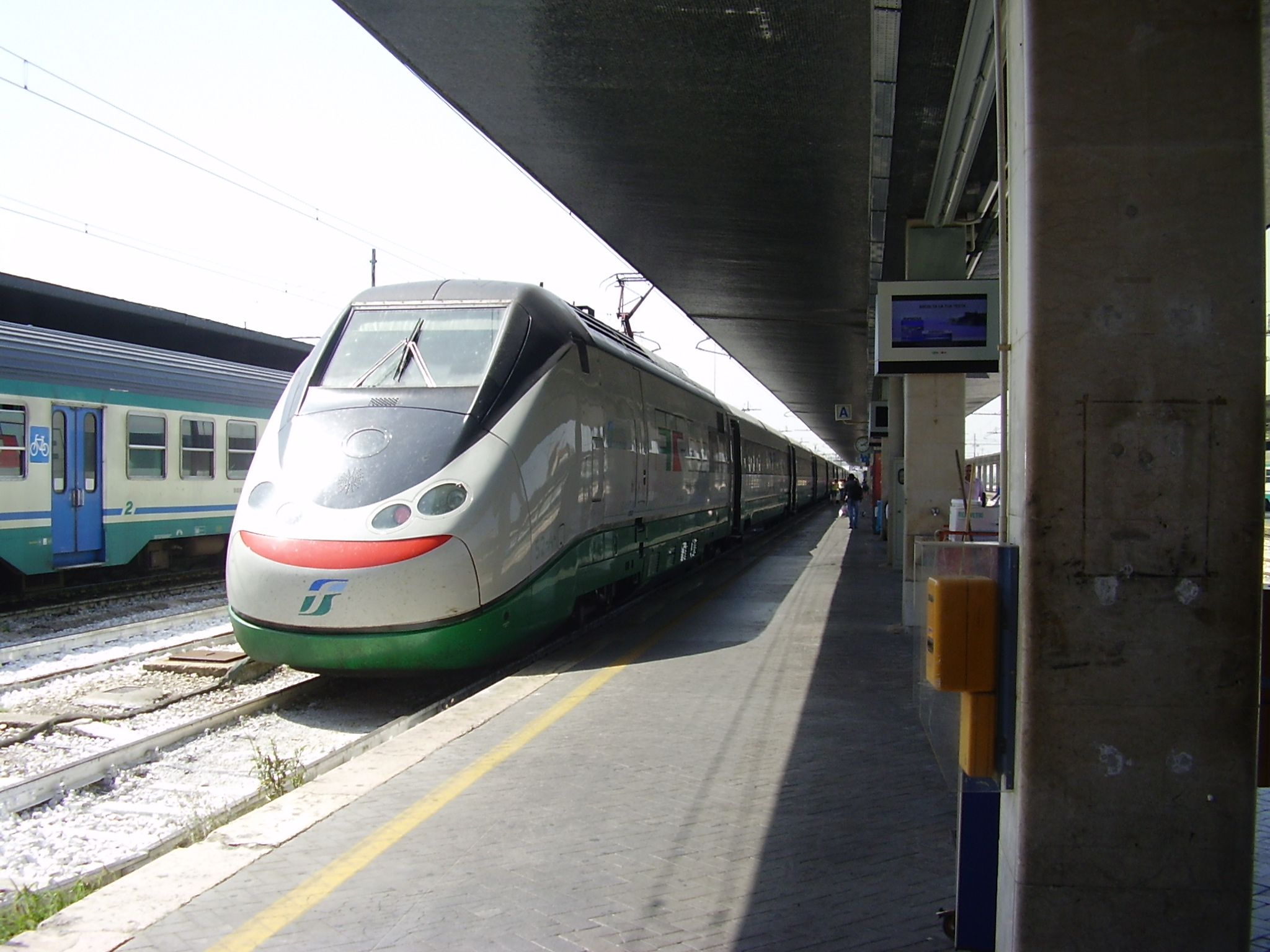
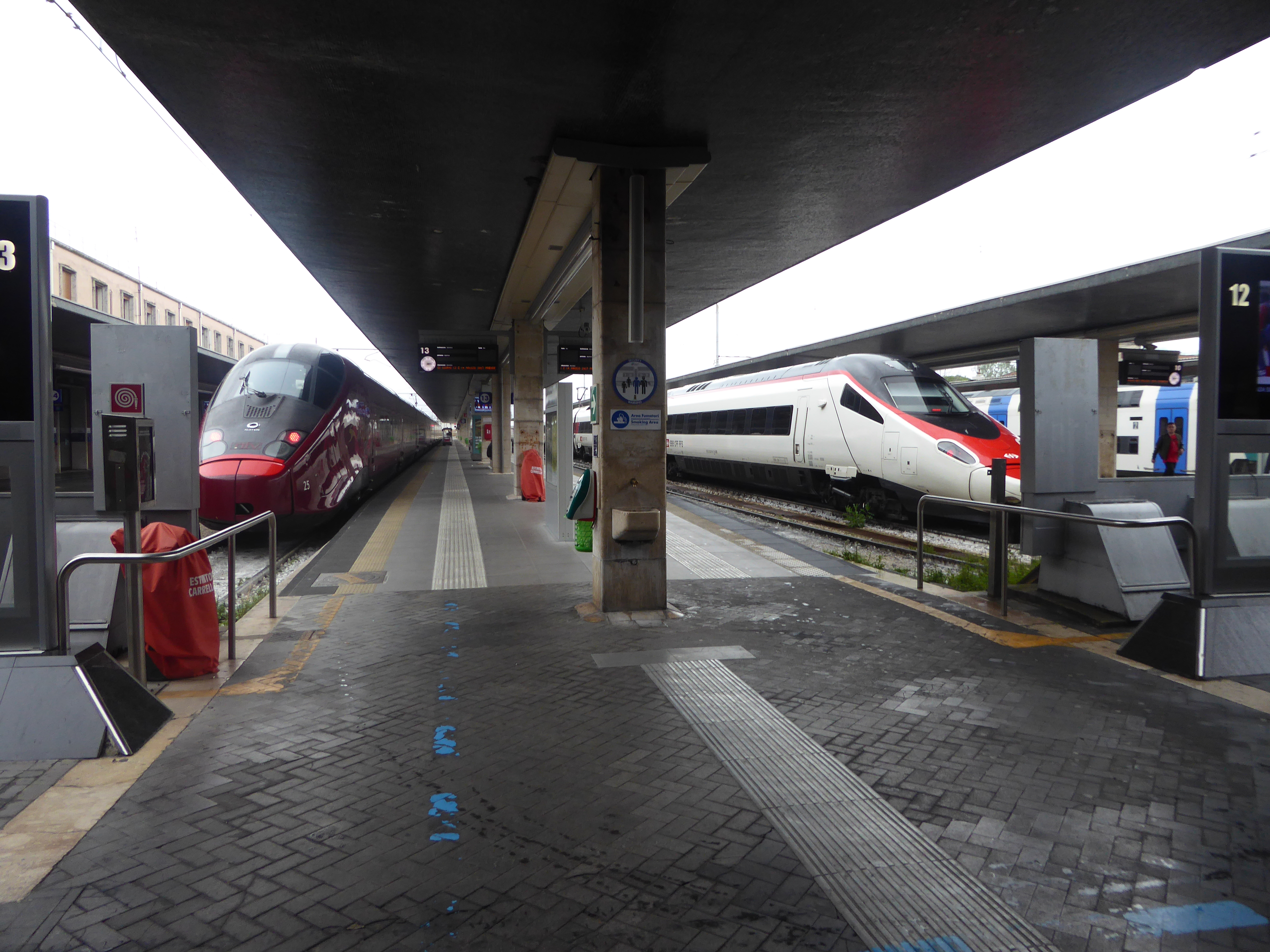
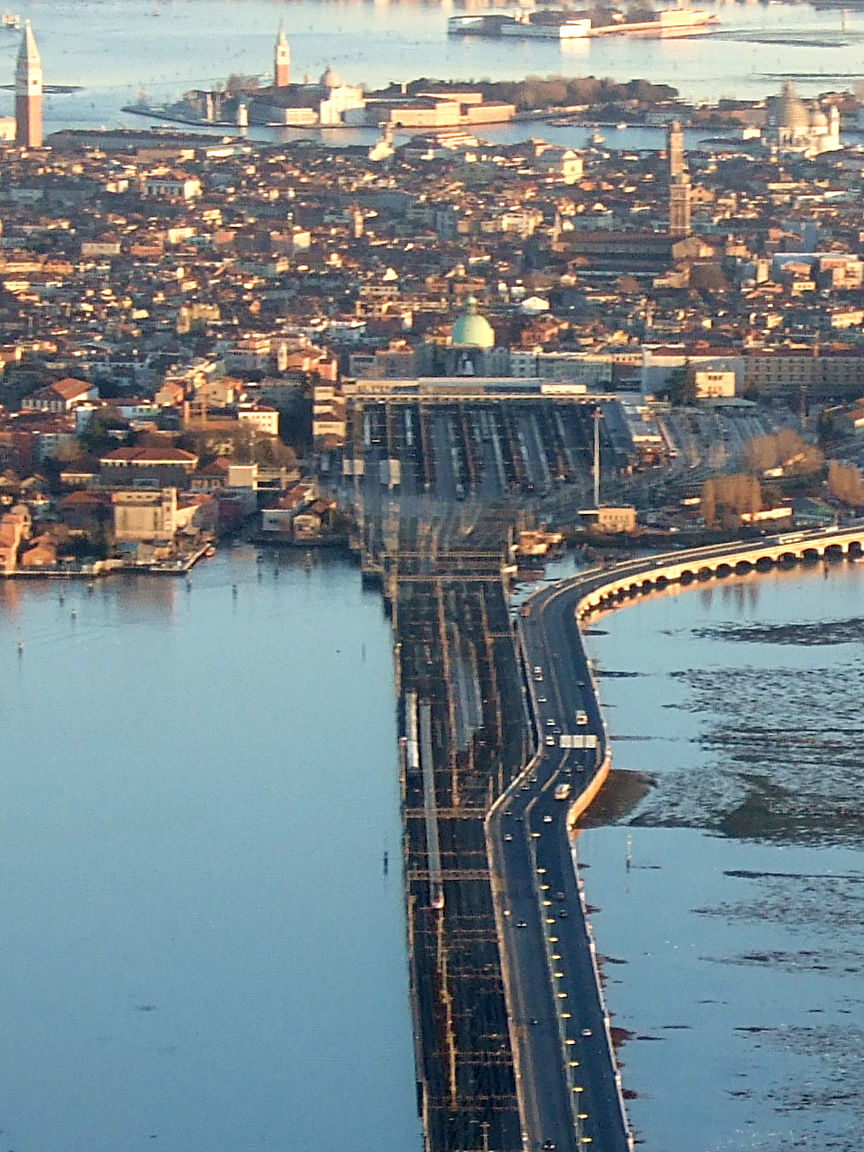
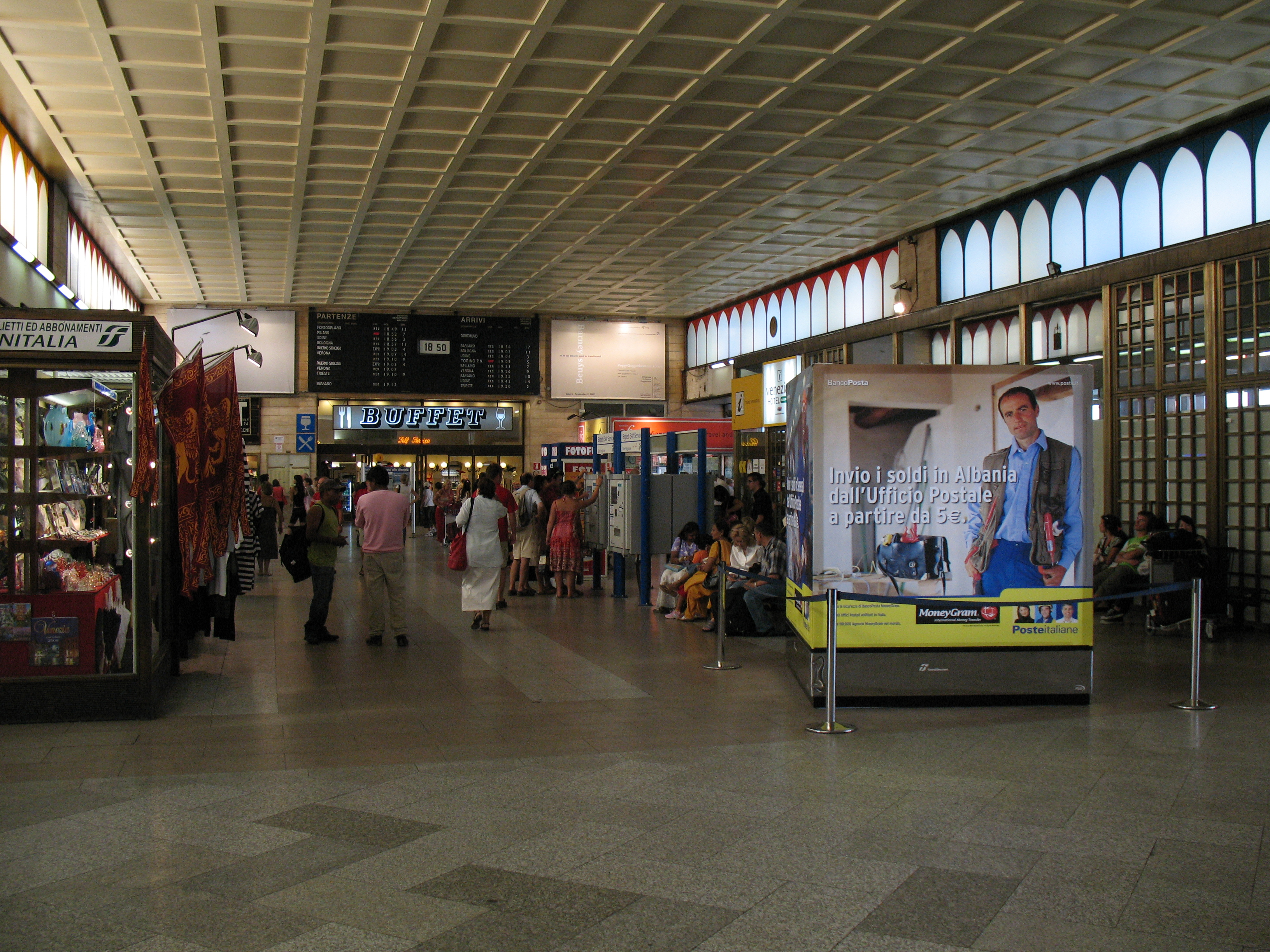